# 2286 Fesenkov
2286 Fesenkov è un asteroide della fascia principale. Scoperto nel 1977, presenta un'orbita caratterizzata da un semiasse maggiore pari a 2,1932290 au e da un'eccentricità di 0,0936672, inclinata di 1,34571° rispetto all'eclittica.
L'asteroide è dedicato all'astrofisico sovietico Vasilij Grigor'evič Fesenkov.